# Leticia Salas Torres
Leticia Salas Torres ha sido Directora de Canal Catorce del Sistema Público de Radiodifusión del Estado Mexicano (SPR), directora general del Canal de Televisión del Congreso General de los Estados Unidos Mexicanos. Es conocida en el sector de los medios públicos mexicanos, por ser la primera mujer en dirigir una televisora estatal.

## Reseña biográfica
Leticia Salas Torres inició su desarrollo profesional en Canal Once del IPN. Durante doce años dirigió el Sistema de Televisión de Tlaxcala, lo que le permitió interactuar con televisoras estatales de México y latinoamericanas.
De 1999 a 2004 fue Asesora y Secretaria Técnica Parlamentaria y de 2005 a 2007 Integrante del Servicio Civil de Carrera del Senado.
En el Senado de la República se desempeñó como Asesora de la Comisión de Radio, Televisión y Cinematografía y Secretaria Técnica de la Comisión Bicamaral del Canal de Televisión del Congreso de los Estados Unidos Mexicanos. Posteriormente, como resultado de un concurso público abierto, el 1º de mayo de 2007 fue designada directora general del Canal de Televisión del Congreso y reelecta el 29 de abril de 2011 por unanimidad, por un periodo más de 4 años, de acuerdo a lo que establece el Reglamento del Canal de Televisión del Congreso de la Unión.
Se desempeñó como directora general de Análisis de Medios y Contenidos Audiovisuales en el Instituto Federal de Telecomunicaciones (IFT).
Asimismo, ha sido directora general de Comunicación Social y Difusión en el Instituto Nacional de Transparencia, Acceso a la Información y Protección de Datos Personales, (INAI) y Directora de Canal Catorce.
El 3 de diciembre de 2021 fue nombrada Presidenta Protémpore de la Red TAL para el período 2021-2022.

## Distinciones
- Estatuilla titular del Canal del Congreso, reconocimiento a la labor informativa (Premio Nacional de Comunicación José Pagés Llergo, 2011)
- Reconocimiento titular del Canal del Congreso, a la labor periodística cultural (Primer Premio Nacional de Periodismo, del Xl certamen nacional de periodismo, 2010)
- Reconocimiento por la labor periodística al servicio de la verdad y la justicia. (Reconocimiento, 2010)
- Reconocimiento por el compromiso indeclinable con la pluralidad de las voces. (Reconocimiento, 2008)

## Participaciones
- Premios TAL 2021- Diseñar el futuro[6]
- Ceremonia de Premiación del XXIII Festival Pantalla de Cristal 2021[7]

## Publicaciones
- Motivaciones de jóvenes universitarios de la zona metropolitana de la ciudad de México para ejercer su derecho de acceso a la información pública. Tesis de maestría en proceso de publicación en línea[1]
- El Canal de Televisión del Congreso de la Unión. Hacia una televisión de estado de servicio público. Tesis para obtener el título de Licenciado en Ciencias de la Comunicación. 2002.
- Artículo El impacto de los canales legislativos para un parlamento abierto: el caso del Canal del Congreso Mexicano.. Consultado el 17 de noviembre de 2021.
- Salas, L. y Navarro F. (2009). Parlamento en TV. Experiencias y retos de las televisiones legislativas. REVISTA MEXICANA DE COMUNICACIÓN.
- Salas, Leticia (2008). Ocho años del Canal del Congreso. REVISTA ETCÉTERA.
- Salas, L. y Navarro F. Televisión parlamentaria. Avances y modelos del mundo. REVISTA MEXICANA DE COMUNICACIÓN. p. 113, 22-24.
- Salas, Leticia (1992). Un enfoque regional acerca de los problemas del medio ambiente. REVISTA MEXICANA DE COMUNICACIÓN. p. 24, P.16.